# السنديانة الغربية
السنديانة الغربية قرية في ناحية مركز قرى تلكلخ التابعة لمنطقة تلكلخ في محافظة حمص في سورية.